# Diccionario Digital del Español (DIDES)
El Diccionario Digital del Español es un diccionario general panhispánico y de uso del español editado y elaborado en el Centro Internacional de Lexicografía de la Universidad de Valladolid.
Es un diccionario digital (o en línea) (y solo digital) gestionado por la empresa danesa Ordbogen A/S. Esta empresa se dedica a crear productos y servicios relacionados con la industria del lenguaje.

## Filosofía
El diccionario está sujeto a un proceso de creación, revisión y actualización continuo: todos los días se añaden artículos lexicográficos (o entradas) nuevos. También se modifica en cualquier momento cualquier artículo existente que se considere necesario modificar, eliminar, rehacer, etc. 
La intención de este diccionario es recoger todos los usos y variantes conocidos y bien documentados de las palabras y expresiones usadas actualmente en español, sea cual sea el lugar en donde se empleen. Se confecciona siguiendo los principios metodológicos conocidos como posedición. Esta metodología tiene tres pasos. El primer paso consiste en utilizar uno o varios modelos de lenguaje de gran tamaño (por ejemplo ChatGPT, Claude, etc.) con los que se compilan (o crean) un artículo lexicográfico potencial. Esto se hace entablando un diálogo con uno o varios chatbots , que suministran todos los datos lexicográficos solicitados de una palabra o expresión concreta. El segundo paso corre a cargo del lexicógrafo humano. Analiza los datos del diálogo con el fin de seleccionar aquellos que considera adecuados, que son los que están documentados en las fuentes lexicográficas usadas. El tercer paso corre a cargo del editor responsable del diccionario, que "valida" los datos revisados y aceptados que han sido colocados en cada uno de los slots del sistema informático que gestiona la construcción del diccionario (el Dictionary Writing System, en inglés). Desde ese momento, el artículo lexicográfico está disponible y puede consultarse con total garantía.

## Características
El Diccionario Digital del Español no tiene limitaciones de espacio y ofrece una serie de innovaciones relevantes:
- Todos los artículos o entradas describen una palabra o expresión indicando (cuando sea necesario) su categoría gramatical, flexión, conjugación (si es verbo), definición, ejemplo, sinónimo, antónimo, enlaces externos, y diferentes clases de notas lexicográficas (uso, gramática, pragmática, etc.).
- El diccionario tiene dos pantallas, una por defecto, que muestra el lema, bien sea este una palabra única o varias (expresión), así como los datos que lo describen primariamente:  categoría gramatical, diferentes formas, flexiones y conjugaciones (si es verbo), definición, notas lexicográficas generales y una lista de sinónimos y expresiones clicables en las que aparece el lema en cualquiera de sus formas posibles:
- La segunda pantalla se abre al clicar en “Ver más”. Al desplegarla tenemos datos lexicográficos que contextualizan el significado y/o uso del lema: ejemplos, frases, sinónimos, notas lexicográficas, enlaces a textos internos y externos del diccionario, incluyendo enlaces a fotos libres de derechos de autor y a entradas en Wikipedia:
- Todos los lemas son palabras y locuciones reales (por ejemplo, profesor y profesora son lemas diferentes). Nunca usa lemas como profesor, ra habituales en los diccionarios de español.
- Describe con detalle tanto palabras (toro), como locuciones (toro de lidia, ver los toros desde la barrera), símbolos, acrónimos y cualquier otro elemento que tiene un significado o función.
- Diferencia entre el significado específico (hombre, mujer, etc) y el genérico (persona).
- Usa diferentes sistemas de búsquedas; por ejemplo buscando toro?, toro* , toro y * recuperamos una lista de expresiones en las que aparece la palabra toro.
- Diferencia entre el sentido literal y el figurado. Por ejemplo, una de las definiciones de toro es "en sentido figurado, hombre muy fuerte y corpulento".
- No utiliza fórmulas lexicográficas, tales como definir construcción como "acción y efecto de construir". Tampoco utiliza abreviaturas.

## Historia
El diccionario vio la luz en noviembre de 2023 en Valladolid. Desde entonces, ha sido presentado en diversos foros, por ejemplo en un curso de verano en la Universidad de la Rioja. Información sobre el mismo ha aparecido en periódicos como el Norte de Castilla, La Razón, ABC, La Rioja También se han hecho eco del mismo asociaciones profesionales como la Federación Internacional de Asociaciones de Profesores de Español, TodoELE, y diversos lexicógrafos en congresos y reuniones